# Willem Jonckbloet
Willem Jozef Andreas Jonckbloet (født 6. juli 1817 i Haag, død 19. oktober 1885 i Wiesbaden) var en hollandsk litteraturhistoriker.
Efter i Leyden at have studeret nedertysk litteratur udnævntes han 1840 til æresdoktor ved Leydener-Universitetet, var 1847–1854 professor ved akademiet i Deventer og 1854–1864 ved universitetet i Groningen, senere fra 1878 ved universitetet i Leyden.
Hans hovedværk er en stor nederlandsk litteraturhistorie: Geschiedenis der nederlandsche letterkunde (3 bind, 1868–1870; 3. udgave i 6 bind, 1881–1886; tysk udgave i 2 bind, 1870–1872). Hans værker rosedes for grundighed, og han har gjort nye opdagelser på den middelalderlige hollandske litteraturs område.
Foruden enkeltudgaver af middelalderlig hollandsk litteratur, som han har besørget, har han også skrevet en Geschiedenis der middennederlandsche dichtkunst (3 bind, 1851–1855). En bog Van den Vos Reinaerde (1856) slutter sig hertil. Han har også skrevet en kortfattet nederlandsk litteraturhistorie (1873, 3. udgave 1886).